# 李铁桥
李铁桥（1973年—），湖南人，中国大陆自由爵士乐乐手，萨克斯演奏者，“声东击西”自由即兴系列演出发起人。现生活工作在北京。他策划的声东击西音乐艺术项目，致力于东西方各种音乐风格之间的交流；以及音乐与其他艺术领域的跨界合作。音乐风格涉及摇滚、爵士、实验电子、自由即兴。

## 生平
李铁桥早年在美好药店乐队任萨克斯手。05年到07年在挪威旅居期间开始涉及自由爵士和即兴音乐。2008年10月17日，中国工会十五大在北京开幕，大会选举他出任主席团委员。
2009年开始给现代舞和艺术电影配乐。2011年，李铁桥开始介入实验电子创作。

## 作品
- 2008年  《风啊，他们疯了！》（萨克斯独奏+效果器唱片）ISRC 9787880834420
- 2006年  《通往北方之路》（萨克斯独奏唱片）
- 2005年  《 迷情，失心》 （豆腐唱片发行）
- 2005年  《南京现场》（D!O!D!O!D乐队）ISRC CN2066896010
- 2005年  《請給我放大一張表妹的照片》（美好药店乐队）ISRC(中国) 9797880059914
- 2004年  《美之瓜9+2》（美之瓜乐队）ISRC(中国): CN0470163590
- 2002年  《被侮辱的姿势》 （美好药店乐队／木推瓜乐队／ 废墟乐队）ISRC(中国): CN5184218100